# Renate Wiggershaus
Renate Wiggershaus (* 1945 in Wuppertal) ist eine deutsche Schriftstellerin und Übersetzerin.
Sie publizierte Bücher zu Themen aus der Geschichte der Frauenbewegung und veröffentlichte mehrere Biographien. Zusammen mit ihrem Ehemann Rolf Wiggershaus lebt sie in Kronberg-Schönberg.

## Publikationen (Auswahl)

### Monografien
- Geschichte der Frauen und der Frauenbewegung in der Bundesrepublik Deutschland und in der Deutschen Demokratischen Republik nach 1945. Peter Hammer, Wuppertal 1979, ISBN 3-87294-146-1.
- Die Frau auf der Flucht. Erzählungen und Prosatexte. Pendragon, Bielefeld 1982, ISBN 3-923306-13-X.
- George Sand in Selbstzeugnissen und Bilddokumenten. (= Rowohlts Monographien, Bd. 309). Rowohlt, Reinbek bei Hamburg 1982, ISBN 3-499-50309-3.
- Frauen unterm Nationalsozialismus. Peter Hammer, Wuppertal 1984, ISBN 3-87294-250-6.
- Virginia Woolf. Leben u. Werk in Texten und Bildern. Insel, Frankfurt am Main 1987, ISBN 3-458-32632-4.
- Joseph Conrad, Leben und Werk in Texten und Bildern. Insel, Frankfurt am Main 1990, ISBN 3-458-32908-0.
- Marcel Proust, Leben und Werk in Texten und Bildern. Insel, Frankfurt am Main 1992, ISBN 3-458-33048-8.
- Die deutschen Weintäler. Ein Führer durch Landschaften mit ihren Weinen und Kulturen. Insel, Frankfurt am Main 1997, ISBN 978-3-458-33813-0.

### Herausgeberschaften
- George Sand. Geschichte meines Lebens. Aus ihrem autobiografischen Werk ausgewählt und mit einer Einleitung versehen von Renate Wiggershaus. Insel, Frankfurt am Main 1978, ISBN 3-458-32013-X.
- Malwida von Meysenbug. Memoiren einer Idealistin. Herausgegeben, eingeleitet und kommentiert von Renate Wiggershaus. Helmer, Königstein/Taunus 1998, ISBN 3-89741-007-9.

### Übersetzungen
- Leon Garfield. Der Fremde im Nebel, aus dem Englischen von Renate M. Wiggershaus, 1973, ISBN 3-402-06503-7.
- John Searle, Sprechakte. Ein sprachphilosophischer Essay, übersetzt von Rolf und Renate Wiggershaus, 1983, ISBN 3-518-28058-9.